# Józef Szaniawski (zm. przed 1729)
Józef Szaniawski (zm. przed 24 maja 1729) – skarbnik łucki, później wojski lubelski.
Jako skarbnik łucki występuje 29 października 1709. 19 grudnia 1716 awansował, otrzymując nominację na wojskiego lubelskiego. Jako taki jest poświadczony w źródłach jeszcze 6 kwietnia 1725.